# Třída A 26
Třída A 26 (jinak též A-II) byla třída torpédovek německé Kaiserliche Marine z období první světové války. Celkem bylo postaveno 24 jednotek této třídy. Do služby byly přijaty v letech 1916–1917. Po první světové válce šestnáct torpédovek připadlo v rámci reparací Velké Británii. Šest torpédovek roku 1919 zařadilo belgické námořnictvo. Ztroskotaná torpédovka SMS A 32 byla po opravách zařazena do estonského námořnictva. Po okupaci Pobaltí ji získalo sovětské námořnictvo. Sešrotována byla roku 1955.

## Stavba
Celkem bylo postaveno 24 jednotek této třídy. Jejich stavbu zajistila německá loděnice Schichau-Werke v Elbingu. Trupy tří torpédovek (A 35, A 38 a A 41) jako subdodavatel dodala loděnice Sachsenberg Werft. Šest torpédovek (A 43, A 44 a A 46 až A 49) bylo po železnici přepraveno do Antverp k dokončení. Do služby byly všechny torpédovky přijaty v letech 1916–1917.
Jednotky třídy A 26:
| Jméno | Zahájení stavby | Spuštění na vodu | Zařazena do služby | Status |
| ----- | --------------- | ---------------- | ------------------ | --- |
| A 26  | 1916            | 1916             | 1916               | Vyřazena 1921. |
| A 27  | 1916            | 1916             | 1916               | Roku 1920 předána Velké Británii. Sešrotována. |
| A 28  | 1916            | 1916             | 1916               | Roku 1920 předána Velké Británii. Sešrotována. |
| A 29  | 1916            | 1916             | 1916               | Roku 1920 předána Velké Británii. Sešrotována. |
| A 30  | 1916            | 1916             | 1916               | Roku 1918 internována v Belgii. V červnu 1919 zařazena do belgického námořnictva. Prodána do šrotu 1927. |
| A 31  | 1916            | 1916             | 1916               | Roku 1920 předána Velké Británii. Sešrotována. |
| A 32  | 1916            | 1916             | 1916               | Dne 25. října 1917 ztroskotala na estonském pobřeží. Později byla opravena a v srpnu 1924 zařazena do estonského námořnictva jako Sulev. Po okupaci Estonska plavidlo ukořistil Sovětský svaz. Dne 6. srpna 1940 byla zařazena do baltského loďstva, později byla převedena jako strážní loď Ametist k pobřežní stráži NKVD. Od roku 1945 sloužila k výcviku. Roku 1955 sešrotována. |
| A 33  | 1916            | 1916             | 1916               | Roku 1920 předána Velké Británii. Sešrotována. |
| A 34  | 1916            | 1916             | 1916               | Roku 1920 předána Velké Británii. Sešrotována. |
| A 35  | 1916            | 1916             | 1916               | Roku 1920 předána Velké Británii. Sešrotována. |
| A 36  | 1916            | 1916             | 1916               | Roku 1920 předána Velké Británii. Sešrotována. |
| A 37  | 1916            | 1916             | 1916               | Roku 1920 předána Velké Británii. Sešrotována. |
| A 38  | 1916            | 1916             | 1917               | Roku 1920 předána Velké Británii. Sešrotována. |
| A 39  | 1916            | 1916             | 1916               | Roku 1920 předána Velké Británii. Sešrotována. |
| A 40  | 1916            | 1916             | 1916               | Roku 1918 internována v Belgii. V červnu 1919 zařazena do belgického námořnictva. Prodána do šrotu 1927. |
| A 41  | 1916            | 1916             | 1917               | Roku 1920 předána Velké Británii. Sešrotována. |
| A 42  | 1916            | 1916             | 1917               | Roku 1918 internována v Belgii. V červnu 1919 zařazena do belgického námořnictva. Od roku 1931 cvičná loď. Prodána do šrotu 1939. |
| A 43  | 1916            | 1916             | 1917               | Roku 1918 internována v Belgii. V červnu 1919 zařazena do belgického námořnictva. Od roku 1931 cvičná loď Wielingen. Dne 18. května 1940 ukořistěna Německem. Sešrotována 1943. |
| A 44  | 1916            | 1917             | 1917               | Roku 1920 předána Velké Británii. Sešrotována. |
| A 45  | 1916            | 1916             | 1917               | Roku 1920 předána Velké Británii. Sešrotována. |
| A 46  | 1916            | 1917             | 1917               | Roku 1920 předána Velké Británii. Sešrotována. |
| A 47  | 1916            | 1917             | 1917               | Roku 1918 internována v Belgii. V červnu 1919 zařazena do belgického námořnictva. Prodána do šrotu 1931. |
| A 48  | 1916            | 1917             | 1917               | Roku 1920 předána Velké Británii. Sešrotována. |
| A 49  | 1916            | 1917             | 1917               | Roku 1918 internována v Belgii. V červnu 1919 zařazena do belgického námořnictva. Roku 1920 předána Velké Británii. Sešrotována. |

## Konstrukce

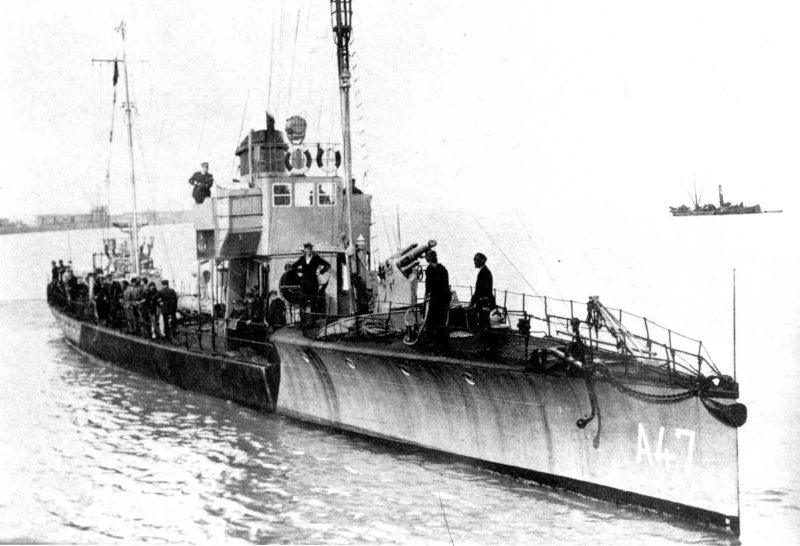
SMS A 47

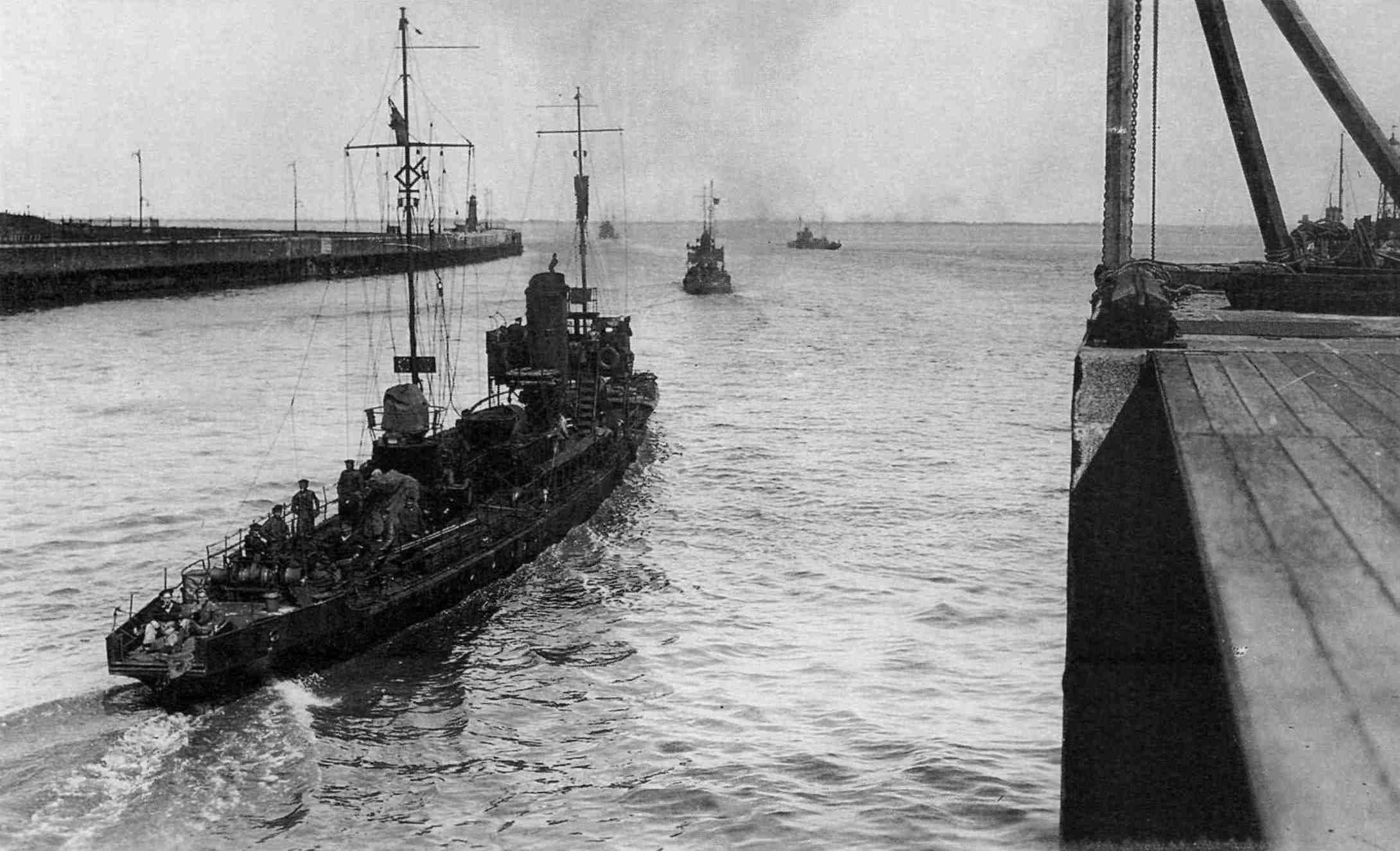
SMS A 29

Hlavní výzbroj představovaly dva 88mm kanóny a jeden 450mm torpédomet. Torpédovky nesly minolovné vybavení. Pohonný systém tvořil jeden kotel Marine a parní turbína Schichau o výkonu 3250 hp, pohánějící jeden lodní šroub. Nejvyšší rychlost dosahovala 25 uzlů. Dosah 690 námořních mil při rychlosti dvacet uzlů.